# Kyrsten Sinema
Kyrsten Lea Sinema (Tucson, 12 juli 1976) is een Amerikaans politica. Vanaf 3 januari 2019 was zij voor de Democratische Partij de senior senator voor Arizona. Op 9 december 2022 verliet zij de partij en ging verder als onafhankelijke. 
De stamboom van Sinema valt terug te leiden naar Friesland. In 1995 behaalde ze haar Bachelor of Arts aan de Brigham Young-universiteit in Provo, Utah. Vervolgens haalde ze aan de Arizona State University in 1999 haar Master of Social Work, in 2004 haar Juris Doctor aan de rechtenfaculteit en ten slotte in 2012 haar Doctor of Philosophy.

## Politieke carrière
Sinema begon haar politieke carrière als activist voor de Groene partij voor ze in 2004 lid werd van de Democratische Partij. In 2002 deed Sinema als onafhankelijke een gooi naar een zetel in het Huis van Afgevaardigden van Arizona, maar verloor de verkiezingen. In 2004 werd ze wel gekozen. Ze werd driemaal herkozen met steeds percentages boven de 30%. In 2010 wist ze een zetel in de Senaat van Arizona te bemachtigen nadat ze de Republikein Bob Thomas met 63% tegenover 37% had verslagen.
Op 3 januari 2012 stelde zij zich kandidaat voor het Huis van Afgevaardigden namens het 9e congresdistrict van Arizona. Op 28 augustus won ze de Democratische voorverkiezing met bijna 41% van de stemmen tegenover, bijna 30% behaald door David Schapira en 29% behaald door Andrei Cherny.
Tijdens de verkiezingen nam Sinema het op tegen de Republikeinse kandidaat Vernon Parker. Op de verkiezingsdag, 6 november 2012, bleef de stand too close to call. Op 12 november riep de Associated Press Sinema uit als winnaar. Uiteindelijk zou ze met 48,7% van de stemmen weten te winnen, 4,1% meer dan Parker, wat neerkomt op ongeveer 10.000 stemmen.
In 2014 stelde ze zich herverkiesbaar. Op de verkiezingsdag nam ze het op tegen de Republikeinse kandidaat Wendy Rogers. Sinema wist deze verkiezingen te winnen met ongeveer 55% van de stemmen tegenover 42% van Rogers.
In 2016 stelde ze zich voor de tweede keer herverkiesbaar. Opnieuw ondervond ze geen tegenstand in de voorverkiezingen. Op de verkiezingsdag moest ze het opnemen tegen de Republikeinse kandidaat David Giles. Ze won deze verkiezingen met 61% tegenover 39%.
Op 28 september 2017 maakte Sinema bekend een gooi te willen doen naar de senaatszetel van de Republikein Jeff Flake. Een maand later, in oktober 2017, maakte Flake bekend met pensioen te gaan en zich niet herkiesbaar te stellen. In augustus 2018 won ze de Democratische voorverkiezingen van Deedra Abboud. Op 6 november streed ze tegen de Republikeinse kandidaat Martha McSally. De uitslag bleef lang too close to call, maar op 12 november riep de AP haar uit als winnaar van de Senaatsverkiezingen in Arizona. Met deze overwinning werd ze de eerste vrouwelijke senator voor Arizona en de eerste Democraat sinds het senatorschap van Dennis DeConcini tussen 1977 en 1995.
Alabama: Tuberville (R) · Britt (R)
Alaska: Murkowski (R) · Sullivan (R)
Arizona: Kelly (D) · Gallego (D)
Arkansas: Boozman (R) · Cotton (R)
Californië: Padilla (D) · Schiff (D)
Colorado: Bennet (D) · Hickenlooper (D)
Connecticut: Blumenthal (D) · Murphy (D)
Delaware: Coons (D) · Blunt Rochester (D)
Florida: R. Scott (R) · Moody (R)
Georgia: Ossoff (D) · Warnock (D)
Hawaï: Schatz (D) · Hirono (D)
Idaho: Crapo (R) · Risch (R)
Illinois: Durbin (D) · Duckworth (D)
Indiana: Young (R) · Banks (R)
Iowa: Grassley (R) · Ernst (R)
Kansas: Moran (R) · Marshall (R)
Kentucky: McConnell (R) · Paul (R)
Louisiana: Cassidy (R) · Kennedy (R)
Maine: Collins (R) · King (O)
Maryland: Van Hollen (D) · Alsobrooks (D)
Massachusetts: Warren (D) · Markey (D)
Michigan: Peters (D) · Slotkin (D)
Minnesota: Klobuchar (D) · Smith (D)
Mississippi: Wicker (R) · Hyde-Smith (R)
Missouri: Hawley (R) · Schmitt (R)
Montana: Daines (R) · Sheehy (R)
Nebraska: Fischer (R) · Ricketts (R)
Nevada: Cortez Masto (D) · Rosen (D)
New Hampshire: Shaheen (D) · Hassan (D)
New Jersey: Booker (D) · Kim (D)
New Mexico: Heinrich (D) · Luján (D)
New York: Schumer (D) · Gillibrand (D)
North Carolina: Tillis (R) · Budd (R)
North Dakota: Hoeven (R) · Cramer (R)
Ohio: Moreno (R) · Husted (R)
Oklahoma: Lankford (R) · Mullin (R)
Oregon: Wyden (D) · Merkley (D)
Pennsylvania: Fetterman (D) · McCormick (R)
Rhode Island: Reed (D) · Whitehouse (D)
South Carolina: Graham (R) · T. Scott (R)
South Dakota: Thune (R) · Rounds (R)
Tennessee: Blackburn (R) · Hagerty (R)
Texas: Cornyn (R) · Cruz (R)
Utah: Lee (R) · Curtis (R)
Vermont: Sanders (O) · Welch (D)
Virginia: Warner (D) · Kaine (D)
Washington: Murray (D) · Cantwell (D)
West Virginia: Moore Capito (R) · Justice (R)
Wisconsin: Johnson (R) · Baldwin (D)
Wyoming: Barrasso (R) · Lummis (R)
(D): Democraat · (R): Republikein · (O): Onafhankelijk
- Gemeinsame Normdatei: 1080157581
- International Standard Name Identifier: 0000 0000 5619 3658
- Library of Congress Control Number: n2009018085
- Nationale Bibliotheek van Israël: 987007330648505171
- Nederlandse Thesaurus van Auteursnamen: 404999522
- SNAC: w6tv5g9m
- Système universitaire de documentation: 14298602X
- Biographical Directory of the United States Congress: S001191
- Virtual International Authority File: 83497638
- WorldCat: E39PBJtGVQCrhT7Cmr3rR89CcP